# Франк Кълбъртсън
Франк Лий Кълбъртсън (на английски: Frank Lee Culbertson Jr.) е американски тест пилот и астронавт на НАСА, участник в три космически полета. Командир на Експедиция 3 на МКС.

## Образование
Ф. Л. Кълбъртсън завършва колежа Holly Hill High School през 1967 г. Получава бакалавърска степен по аерокосмическо инженерство от Военноморската академия на САЩ в Анаполис, Мериленд през 1971 г. От 1994 г. е доктор по космическа наука в колежа на Чарлстън, Южна Каролина.

## Военна кариера
Кълбъртсън започва службата си в USN веднага след дипломирането си през 1971 г. Зачислен е на крайцера USS Fox, който носи бойно дежурство в Тонкинския залив край бреговете на Виетнам. През май 1973 г. завършва школата за подготовка на бойни пилоти в авиобазата Пенсакола, Флорида. Става пилот на изтребител F-4 Фантом от състава на бойна ескадрила 151 (VF-151), базирана на самолетоносача USS Midway (CV-41). По-късно авансира в звание и става командир на катапултния отсек на самолетоносача USS John F. Kennedy (CV-67). През май 1981 г. завършва школа за тест пилоти в Мериленд. От юни 1982 г. започва да работи по програма за автоматично кацане при лоши и много лоши атмосферни условия, отначало със самолет F-4 Фантом, а по-късно и с F-14 Томкет. По време на военната си кариера, Кълбъртсън има повече от 6000 полетни часа на 40 различни типа самолети и 350 кацания на палубата на самолетоносачи.

## Служба в НАСА
Франк Лий Кълбъртсън е избран за астронавт от НАСА на 23 май 1984 г., Астронавтска група №10. Завършва успешно курса на обучение през юни 1985 г. Първите си назначения получава през 1986 г., когато е включен в поддържащите екипажи на мисиите STS-61A, STS-61B, STS-61C и STS-51L. След това е CAPCOM офицер на мисиите STS-27, STS-29, STS-30, STS-28, STS-34, STS-33 и STS-32.

### Полети
| Космически полети на Франк Лий Кълбъртсън                 | Космически полети на Франк Лий Кълбъртсън | Космически полети на Франк Лий Кълбъртсън     | Космически полети на Франк Лий Кълбъртсън | Космически полети на Франк Лий Кълбъртсън              | Космически полети на Франк Лий Кълбъртсън | Космически полети на Франк Лий Кълбъртсън |
| №                                                         | Дата                                      | КК                                            | Емблема на мисията                        | Функции                                                | Продължителност                           |                                           |
| --------------------------------------------------------- | ----------------------------------------- | --------------------------------------------- | ----------------------------------------- | ------------------------------------------------------ | ----------------------------------------- | ----------------------------------------- |
| 1                                                         | 15 ноември 1990                           | „Атлантис“, мисия STS-38                      |                                           | Пилот                                                  | 4 денонощия 21 часа 54 мин. 31 сек.       |                                           |
| 2                                                         | 12 септември 1993                         | „Дискавъри“, мисия STS-51                     |                                           | Командир                                               | 9 денонощия 20 часа 11 мин. 11 сек.       |                                           |
| 3                                                         | 10 август 2001                            | „Дискавъри“, мисия STS-105 - МКС Експедиция 3 |                                           | Специалист на мисията, Командир на Експедиция 3 на МКС | 128 денонощия 22 часа и 47 минути         |                                           |
|                                                           | 17 декември 2001                          | „Индевър“, мисия STS-108                      |                                           | Специалист на мисията                                  | Приземяване с Индевър                     |                                           |
| Сумарно време в космоса – 143 денонощия 14 часа 50 минути |                                           |                                               |                                           |                                                        |                                           |                                           |

### Административна дейност
От началото на 2002 г., Франк Кълбъртсън е отговорен мениджър по дейността на МКС. Изпълнява тази длъжност малко повече от една година. Излиза в пенсия през 2003 г.

## Награди
- Легион за заслуги;
- Летателен кръст за заслуги;
- Медал за отлична служба;
- Медал за похвала на USN;
- Медал за похвала на USAF;
- Медал на експедиционните сили;
- Медал за участие в хуманитарни операции;
- Медал на НАСА за изключително лидерство;
- Медал на НАСА за участие в космически полет (3).

## Личен живот
Франк Кълбъртсън е женен от юни 1987 г. за Ребека Елийн Дора (на английски: Rebecca Ellen Dora). Двамата имат пет деца и петима внуци.